# Neopantopsalis
Genre
Neopantopsalis est un genre d'opilions eupnois de la famille des Neopilionidae.

## Distribution
Les espèces de ce genre sont endémiques d'Australie. Elles se rencontrent au Queensland et en Nouvelle-Galles du Sud.

## Liste des espèces
Selon World Catalogue of Opiliones (26/04/2021) :
- Neopantopsalis camelus (Forster, 1949)
- Neopantopsalis continentalis (Roewer, 1923)
- Neopantopsalis pentheter Taylor & Hunt, 2009
- Neopantopsalis psile Taylor & Hunt, 2009
- Neopantopsalis quasimodo Taylor & Hunt, 2009
- Neopantopsalis thaumatopoios Taylor & Hunt, 2009

## Publication originale
- Taylor & Hunt, 2009 : « New genus of Megalopsalidinae (Arachnida: Opiliones: Monoscutidae) from north-eastern Australia. » Zootaxa, no 2130, p. 41–59.